# Yeonjun
Choi Yeon-jun (최연준), né le 13 septembre 1999 et connu sous le nom de Yeonjun (연준) ou aussi YJ, est un chanteur, rappeur, danseur, révélé en tant que membre du groupe Tomorrow X Together en 2019 sous le label Big Hit Music.
Il a été coprésentateur de l'émission Inkigayo d'avril 2022 à avril 2024.

## Biographie
Cette section ne s'appuie pas, ou pas assez, sur des sources secondaires ou tertiaires indépendantes du sujet. Le texte peut contenir des analyses inexactes ou inédites de sources primaires.
Pour l'améliorer, ajoutez-en, ou placez des modèles {{Source secondaire souhaitée}} ou {{Source secondaire nécessaire}} sur les passages mal sourcés. (octobre 2024)
Yeonjun a été fasciné par la danse depuis son jeune âge, il a été le leader et chorégraphe d'un groupe de danse assez connu dans sa région. Il a participé dans de nombreuses performances dans les écoles, les rues et même dans les festivals et concerts de sa ville. Il se projetait en tant que danseur professionnel, donc ses parents l'ont inscrit dans une école spécialisé dans l'art et la musique où il a poursuivi ses études.
Peu après, il a commencé à participer dans de nombreuses auditions de musique pour devenir un idol, jusqu'à ce qu'il soit approché par 2 différents agents de recrutement de la même agence, Big Hit Music, une agence ambitieuse avec un seul groupe qui vient de lancer des auditions, il s'est dit que c'était le destin, alors il accepte l'offre, participe à l'audition et réussit à la joindre.
Il a été nommé par l'agence le "stagiaire légendaire de Big Hit" car il était le N°1 des évaluations mensuelles de chant, rap et danse pendant toute sa période de stage (5 ans).
Aujourd’hui, Choi Yeonjun a débuté avec TXT en 2019 en tant que chanteur, rappeur et danseur sous le nom de scène Yeonjun.

## Discographie

### Singles
| Année | Titre | Meilleures positions | Meilleures positions | Meilleures positions | Album      |
| Année | Titre | COR                  | JAP                  | USA World            | Album      |
| ----- | ----- | -------------------- | -------------------- | -------------------- | ---------- |
| 2024  | GGUM  | 82                   | 81                   | 4                    | Hors album |

### Collaborations
| Année | Artiste en featuring                      | Titre                                     | Album                        |
| ----- | ----------------------------------------- | ----------------------------------------- | ---------------------------- |
| 2021  | ENHYPEN                                   | Blockbuster                               | DIMENSION : DILEMMA          |
| 2022  | Salem Ilese, Alan Walker et Taehyun (TXT) | PS5                                       | PS5                          |
| 2022  | Huening Kai (TXT)                         | Lonely Boy (The Tattoo On My Ring Finger) | minisode 2: Thursday's Child |
| 2024  | Soobin (TXT)                              | The Killa (I Belong To You)               | minisode 3: TOMORROW         |
| 2024  | KATSEYE                                   | Touch (Remix)                             | Touch (Remix)                |